# James Whelan (obispo)
James Whelan (Kilkenny, 8 de diciembre de 1823 - Zanesville, 18 de febrero de 1878) fue un sacerdote católico irlandés estadounidense, de la Orden de Predicadores, obispo titular de Marcopolis, coadjutor y, más tarde, segundo obispo de Nashville.

## Biografía
James Whelan nació el 28 de diciembre de 1823 en Kilkenny, en Irlanda, en el seno de una familia católica. Recibió sus primeros estudios hasta los diez años en su ciudad natal. A los 12 años de edad, Whelan tuvo que migrar con su familia hacia los Estados Unidos. Se establecieron en Nueva York. Allí conoció la Orden de Predicadores, a la que ingresó en 1839. Hizo su noviciado en Springfield (Kentucky), donde profesó sus votos religiosos en 1842. Estudió la filosofía y la teología en el convento de Somerset (Ohio).
Completados sus estudios de teología, Whelan fue ordenado sacerdote el 2 de agosto de 1846 por el obispo John Baptist Purcell, de la diócesis de Cincinnati. Desempeñó los siguientes cargos eclesiásticos: misionero (1846-1852), rector de la St. Joseph's College en Somerset (1852-1854) y superior de la provincia dominica de San José (1854-1858).
El papa Pío IX, el 15 de abril de 1859, nombró a Whelan obispo coadjutor para la diócesis de Nashville, al tiempo que lo hizo obispo titular de Marcopolis. Fue consagrado el 8 de mayo del mismo año, de manos de Peter Richard Kenrick, arzobispo de San Luis, en la Basílica de San Luis, rey de Francia. Durante su episcopado fundó una academia, un internado y un orfanato. Además, apoyó a la institución de las Dominicas de la Congregación de Santa Cecilia.
Whelan fue acusado de apoyar al Ejército de la Unión en contra de los Estados Confederados de América. Whelan, a causa de los sufrimientos que le ocasionó la guerra, renunció a la sede Nashville el 12 de febrero de 1864. Fue nombrado obispo titular de Diocletianopolis, mientras permaneció como obispo emérito de Nashville. Murió el 18 de febrero de 1878. Whalen es el autor de Catena aurea : or, A golden chain of evidences demonstrating from "analytical treatment of history," that papal infallibility is no novelty ; a memorial of the Papal jubilee, June 16, 1871 to honor the "Annos Petri completos" of our Holy Father, Pope Pius the Great, una defensa histórico crítica del dogma de la Infalibilidad papal.